# Монтгомери, Роберт (актёр)
Роберт Монтгомери (англ.  Robert Montgomery; 21 мая 1904 года — 27 сентября 1981 года) — американский актёр кино и телевидения, кинорежиссёр и продюсер.
«Красивый и голубоглазый, обладавший множеством привлекательных черт», "элегантный и талантливый, Монтгомери начал свою кинокарьеру в Голливуде в 1929 году как контрактный ведущий актёр студии «Метро-Голдвин-Майер». На первом этапе своей карьеры, который продолжался с конца 1920-х до начала 1940-х годов, Монтгомери был «симпатичным лёгким комедийным и драматическим актёром, сыграв вплоть до 1935 года почти в 40 фильмах». Главным образом Монтгомери снимался «в ролях забавных, весёлых и живых плейбоев из высшего общества в паре с такими звёздами, как Норма Ширер, Грета Гарбо и Джоан Кроуфорд», и о его профессионализме свидетельствует то, что он «всегда оставался собой, несмотря на столь внушительную компанию». За главные роли в фильмах «Когда настанет ночь» (1937) и «А вот и мистер Джордан» (1941) Монтгомери был номинирован на Оскар как лучший актёр в главной роли.
Монтгомери проработал на студии «Метро-Голдвин-Майер» в течение 16 лет, и его карьеру прервало только начало Второй мировой войны, когда он «поступил на службу в Военно-морской флот и принимал участие в боевых действиях как на Тихом океане, так и в Европе».
После Второй мировой войны «карьера Монтгомери приобрела более серьёзный оборот». В своём первом фильме после возвращения, «Они были незаменимыми» (1945), Монтгомери «не только сыграл главную роль, но и помог режиссёру Джону Форду в его постановке». Монтгомери дебютировал как режиссёр в детективном триллере по роману Рэймонда Чандлера «Леди в озере» (1947), который знаменит своим изображением происходящего глазами одного из персонажей (роль которого исполнил сам Монтгомери).
Монтгомери дал «дружественные» показания в Комиссии по расследованию антиамериканской деятельности, результатом работы которой стал печально известный чёрный список Голливуда, а в середине 1950-х годов был консультантом по имиджу президента от Республиканской партии Дуайта Эйзенхауэра.
В 1950-57 годах Монтгомери был продюсером и ведущим (а иногда и исполнителем одной из ролей) популярного шоу «Роберт Монтгомери представляет», которое предлагало зрителю телеверсии популярных голливудских фильмов.

## Ранние годы жизни
Роберт Монтгомери (имя при рождении — Генри Монтгомери-младший) родился 21 мая 1904 года в городе Бикон, штат Нью-Йорк в семье крупного бизнесмена, президента Нью-йоркской резиновой компании. В детстве он вел привилегированный образ жизни, но после самоубийства отца в 1922 году, был вынужден пойти на работу. Затем он отправился в Нью-Йорк, чтобы стать писателем, и по совету друга попробовал играть в театре. С 1924 года Монтгомери стал выступать в бродвейских постановках, сыграв вплоть до 1928 года в семи спектаклях.

## Кинокарьера в 1929—1941 годы
В 1929 году Монтгомери стал "контрактным актёром студии «Метро-Голдвин-Майер», играя, главным образом, «учтивых и представительных героев». За десять лет вплоть до начала Второй мировой войны «Монтгомери сыграл более чем в 50 фильмах, преимущественно, это были комедии и романтические мелодрамы».
Первым фильмом Монтгомери стала музыкальная комедия «Это и есть колледж» (1929), где он сыграл члена студенческого братства и игрока университетской футбольной команды. «Фильм привлёк к нему внимание как к интересному новичку Голливуда, и его стали снимать в одном фильме за другим, его популярность стала стабильно расти».
В 1929 году Монтгомери снялся в первом из пяти совместных фильмов с участием кинозвезды Нормы Ширер, музыкальной мелодраме «Их собственное желание» (1929). В том же году он впервые сыграл с Джоан Кроуфорд, романтической комедии «Неприручённая» (1929), это был первый из шести фильмов, в которых они сыграли в паре. В этих картинах Монтгомери «разработал тип добродушного, остроумного и импульсивного комедийного актёра, и в ролях такого типа у его не было равных».
Хотя Монтгомери сделал себе имя в комедии, «драматическое исполнение им роли заключённого-предателя в тюремной драме „Казённый дом“ (1930) сделало его мощным многоплановым актёром с выдающимся потенциалом. Эта роль принесла ему номинацию на Оскар и, начиная с этой картины, он был постоянно востребован». А после исполнения роли возлюбленного Греты Гарбо в мелодраме из парижской жизни «Вдохновение» (1931) «начался его стремительный подъём к звёздному статусу».

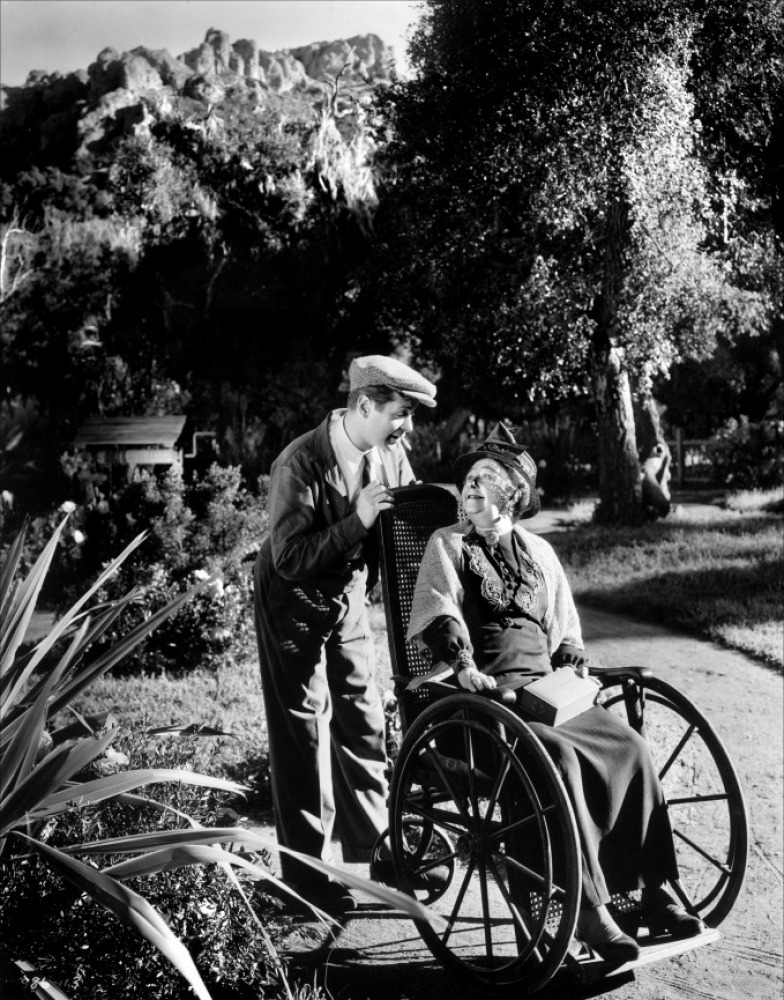
Молодой убийца (Роберт Монтгомери) пытается завоевать доверие своей жертвы (Мэй Уитти).
Сцена из фильма «Когда наступит ночь» (1937)

Ещё одна звезда студии «Метро-Голдвин-Майер», «обаятельная и эффектная Норма Ширер выбрала Монтгомери себе в партнёры в мелодрамах „Развод“ (1930), „Незнакомцы могут поцеловаться“ (1931) и романтической комедии „Частные жизни“ (1931), после чего он сам стал звездой». Всего в период 1930-34 годов он сыграл в паре с Ширер в пяти фильмах.. Последней их совместной работой стала романтическая мелодрама «Быстрина» (1934).
В качестве партнёра Джоан Кроуфорд Монтгомери сыграл в мелодраме «Прекрасная невеста» (1930), криминальной мелодраме «Летти Линтон» (1932), романтической комедии «Забывая про всех других» (1934), мелодраме «Только без дам» (1935) и криминально-романтической комедии «Конец миссис Чейни» (1937).
Среди других памятных работ Монтгомери в лёгком жанре можно отметить комедии «Блондинка из Фоллиз» (1932) и «Навсегда со времён Евы» (1937) с участием Мэрион Дэвис, мелодраму «Когда встречаются леди» (1933) с участием Мирны Лой, криминально-романтическую комедию «Убежище» (1934) с участием Морин О’Салливан и романтическую комедию «Пикадилли Джим» (1936).
В середине 1930-х годов Монтгомери «попытался уйти от статуса звезды-плейбоя» и «стал бороться за более широкий спектр ролей». В итоге, начиная с 1934 года, Монтгомери сыграл также в серии криминальных мелодрам, среди них «Беглые любовники» (1934), «Тайна мистера Икс» (1934), действие которой происходит в викторианском Лондоне, «Когда наступит ночь» (1937), «Чикагский граф» (1940), где он сыграл роль гангстера, который неожиданно наследует британский титул, в британском детективе «Медовый месяц Басмэна» (1940), а также в психологическом триллере «Ярость в небесах» (1941) с участием Ингрид Бергман и Джорджа Сэндерса. Наиболее значительного успеха Монтгомери достиг в роли внешне привлекательного маниакального убийцы в криминально-психологическом триллере «Когда наступит ночь» (1937), действие которого происходит в сельской Британии. Роль в этом фильме принесла Монтгомери его первую номинацию на Оскар как исполнителю главной роли.
«Затем Монтгомери вернулся к лёгким комедийным ролям», сыграв, в частности, в романтической комедии Альфреда Хичкока «Мистер и миссис Смит» (1941), где его партнёршей была Кэрол Ломбард.
Ещё одну заметную роль в своей карьере Монтгомери сыграл «в очень высоко оценённом и популярном у зрителей фильме», комической фантазии «Вот идёт мистер Джордан» (1941). Монтгомери сыграл роль боксёра и пилота-любителя, который ошибочно отправлен на небеса раньше времени, за что ему даётся разрешение продолжить жизнь на земле, только в другого человека. За работу в этом фильме Монтгомери получил свою вторую и последнюю номинацию на Оскар как исполнитель главной роли.

## Кинокарьера в 1945—1960 годы

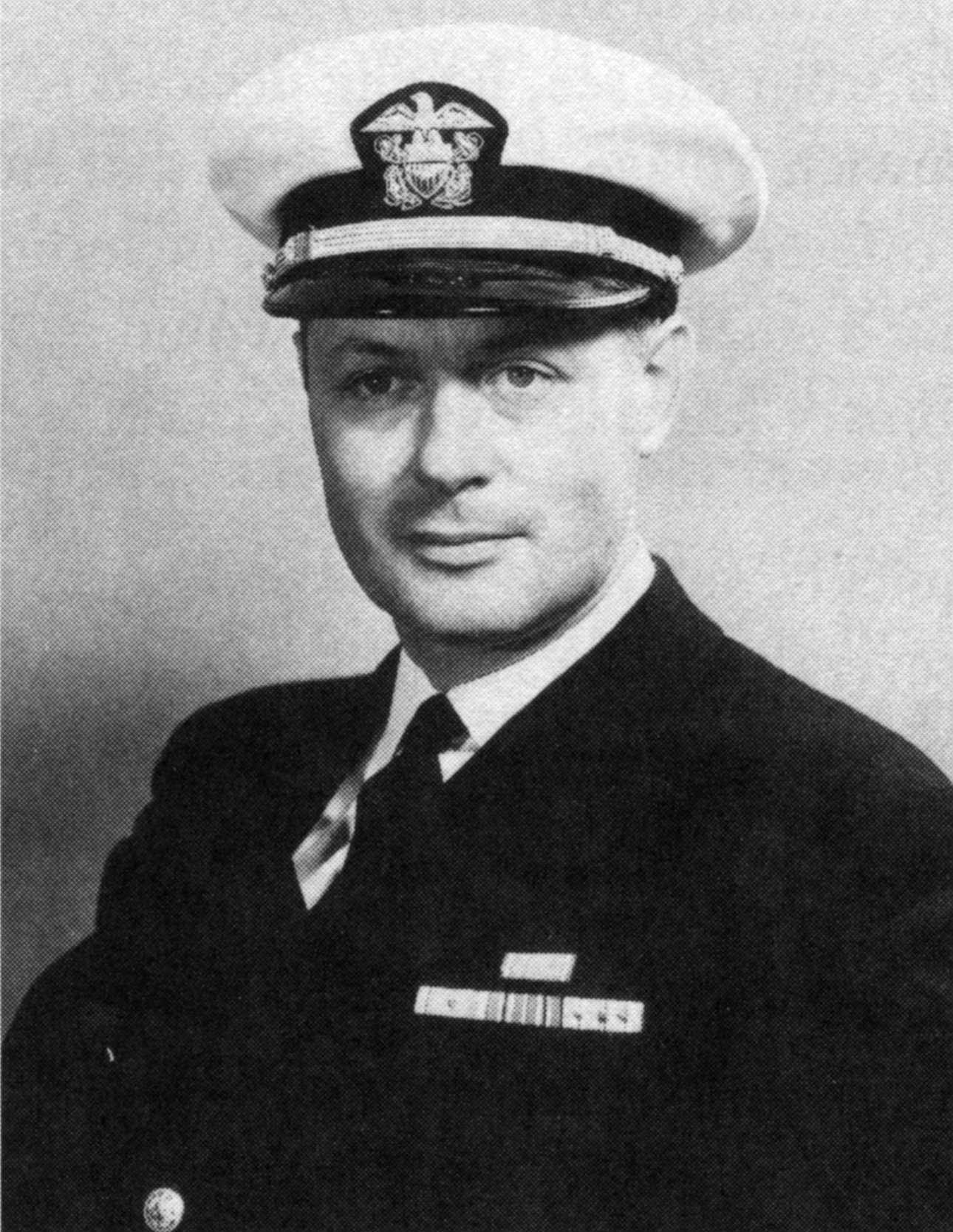
Актёр Роберт Монгомери в форме лейтенант-коммандера ВМС США. С началом Второй мировой войны добровольцем записался в ВМС США, где служил и воевал с 1941 по 1945 гг. Фото, 1945

Во время Второй мировой войны Монтгомери поступил на службу в Военно-морской флот США и перестал сниматься в кино. Он принимал участие в военно-морских операциях в Европе (в том числе, в операции Оверлорд) и вырос до ранга лейтенант-коммандера, «что сделало его образ более мужественным и крепким».
В 1945 году Монтгомери вернулся на студию «Метро-Голдвин-Майер», сыграв вместе с Джоном Уэйном в военно-морской драме Джона Форда «Они были незаменимыми» (1945). В этом фильме он дебютировал как режиссёр, неофициально поставив несколько сцен на торпедном катере, когда Форд не мог работать из-за трамвы ноги.
После этого фильма Монтгомери ушёл с «Метро-Голдвин-Майер» и стал независимым режиссёром, «предпочтя работу за камерой, чем перед ней».
Монтгомери привлёк значительное внимание своей дебютной работой в качестве режиссёра, фильмом нуар по роману Рэймонда Чандлера «Леди в озере» (1946), повествование в котором «полностью велось с „субъективной“ перспективы камеры, что сегодня оценивается как один из самых интересных неудавшихся кинематографических экспериментов». Фильм был интересен, прежде всего, своим «революционным способом подачи материала, так как он в буквальном смысле был показан глазами частного сыщика Филипа Марлоу (роль которого исполнил сам Монтгомери), который появлялся на экране всего несколько раз, причём дважды — как отражение в зеркале».
Монтгомери продолжил создавать заслуживающие внимания необычные работы, такие как нуар «Розовая лошадь» (1947), где он выступил в качестве режиссёра и исполнителя главной роли. Фильм рассказывает историю вернувшегося с войны солдата, который приезжает в маленький городок в штате Нью-Мексико, чтобы отомстить лидеру местной банды за убийство своего лучшего друга. В 1948 году Монтгомери также сыграл роль безжалостного театрального продюсера в бродвейско-голливудской драме «Очарование Сэксона».
Монтгомери «никогда полностью не уходил от лёгких развлекательных картин, с которым его имя ассоциировалось на протяжении многих лет», в частности, в паре с Бетт Дейвис он сыграл в комедии из журналистской жизни «Июньская невеста» (1948). В 1949 году он стал режиссёром и исполнителем главной роли в комедийной мелодраме «Ещё раз, моя дорогая» (1949). На следующий год Монтгомери поставил в Британии судебную комедийную мелодраму «Ваш свидетель» (1950), которая стала его последней актёрской работой в кино, решив, «что 20 лет в кино для него достаточно». Внимание Монтгомери переключилось на политику и телевидение.
В 1960 году Монтгомери вместе со своим давним другом, актёром Джеймсом Кэгни создал продюсерскую компания «Кэгни-Монтгомери продакшнс», создав на ней свой последний фильм «Час доблести» (1960). Фильм был построен на реальных событиях и посвящён борьбе с японским флотом во время Второй мировой войны. Главную роль американского адмирала исполнил Кэгни, а Монтгомери предстал в этом фильме в качестве сопродюсера, режиссёра и закадрового рассказчика.

## Карьера на радио, телевидении и в театре
В 1948 году Монтгомери в течение шести месяцев был ведущим радиошоу «Саспенс» на радиоканале «CBS Radio».
Впоследствии Монтгомери обратил свой взгляд на ТВ, где в течение восьми лет был продюсером, ведущим, а часто и исполнителем главных ролей в успешной антологии «Роберт Монтгомери представляет» (1950-57, всего была снята 321 серия антологии), которая представляла собой часовые телепостановки популярных голливудских фильмов. Программа отличалась высокими художественными качествами и привлечением к съёмкам многих известных голливудских актёров. В 1953 году сериал «Роберт Монтгомери представляет» завоевал премию Эмми как лучшая драматическая программа на телевидении, а в 1952 и 1954 годах он включался в число номинантов на эту премию.
В 1953 году Монтгомери был продюсером мистического телесериала «Свидетель» (13 серий).
С 1945 по 1963 год Монтгомери также работал в театре, поставив на Бродвее в общей сложности четыре спектакля. В 1955 году за постановку «Часы отчаяния» он получил премию Тони как лучший театральный режиссёр.

## Общественная деятельность
Дважды, в 1935-36 и 1946-47 годах Монтгомери избирался президентом Гильдии киноактёров.
В 1947 году в эпоху маккартизма Монтгомери был «дружественным свидетелем» на слушаниях Комиссии по антиамериканской деятельности, результатом которых стал Чёрный список Голливуда.
В 1949 году Монтгомери был ведущим церемонии вручения Оскаров.
В 1954 году Монтгомери стал консультантом президента Дуайта Эйзенхауэра по политическому имиджу, «давая советы и рекомендации, каким образом предстать в наиболее выигрышном виде перед телезрителями».
В 1968 году Монтгомери написал книгу «Открытое письмо телезрителя», в котором разносил телеиндустию за монополизм и жёсткое навязывание каналами своих программ.

## Личная жизнь
Монтгомери был женат дважды. Первый раз он женился в 1928 году на актрисе Элизабет Дэниэл Аллен. В этом браке у него родилось трое детей. Первая дочь, Марта Брайан Монтгомери, родившаяся в 1930 году, умерла через 14 месяцев от менингита. В 1933 году родилась вторая дочь, Элизабет Монтгомери, а в 1936 году сын, Роберт Монтгомери-младший. В декабре 1950 года Монтгомери развёлся со своей первой женой, и через пять дней женился на Элизабет Грант Харкнесс, с которой прожил вплоть до своей смерти в 1981 году.
Его дочь, Элизабет Монтгомери, стала популярной телевизионной актрисой, дебютировав в 1951 году в сериале своего отца «Роберт Монтгомери представляет». В общей сложности вплоть до 1956 года он сыграла в 30 сериях этого шоу. С 1964 по 1972 год она сыграла свою самую знаменитую роль доброй современной ведьмы Саманты в 254 сериях популярного телесериала «Приворожённый» (1964-72). Она продолжала постоянно сниматься в телефильмах и шоу вплоть до своей смерти от рака в 1995 году. Его сын, Роберт Монтгомери-младший, который также стал актёром, умер от рака лёгких в 2000 году.
Роберт Монтгомери умер от рака 27 сентября 1981 года в Нью-Йорке.

## Фильмография
| Год     | Название фильма                | Оригинальное название        | Роль                                | Дополнительная информация                                  |
| ------- | ------------------------------ | ---------------------------- | ----------------------------------- | ---------------------------------------------------------- |
| 1929    | Это и есть колледж             | So This Is College           | Бифф                                |                                                            |
| 1929    | Три живых приведения           | Three Live Ghosts            | Уильям Фостер                       |                                                            |
| 1929    | Неприрученная                  | Untamed                      | Энди МкАллистер                     |                                                            |
| 1929    | Их собственное желание         | Their Own Desire             | Джон Дуглас Чивер                   |                                                            |
| 1930    | Свободный и лёгкий             | Free and Easy                | Ларри                               |                                                            |
| 1930    | Развод                         | The Divorcee                 | Дон                                 |                                                            |
| 1930    | Казённый дом                   | The Big House                | Кент Марлоу                         |                                                            |
| 1930    | Грехи детей                    | The Sins of the Children     | Ник Хиггинсон                       |                                                            |
| 1930    | Прекрасная невеста             | Our Blushing Brides          | Тони Джардин                        |                                                            |
| 1930    | Любовь сурова                  | Love in the Rough            | Джек Келли                          |                                                            |
| 1930    | Военная медсестра              | War Nurse                    | Лейтенант Уолли О’Брайен            |                                                            |
| 1931    | Вдохновение                    | Inspiration                  | Андрэ Монтелль                      |                                                            |
| 1931    | Простейший способ              | The Easiest Way              | Джек «Джонни» Мэдисон               |                                                            |
| 1931    | Незнакомцы могут поцеловаться  | Strangers May Kiss           | Стив                                |                                                            |
| 1931    | Товарищи по плаванию           | Shipmates                    | Джон Пол Джонс                      |                                                            |
| 1931    | Мужчина в собственности        | The Man in Possession        | Рэймонд Дэбни                       |                                                            |
| 1931    | Частные жизни                  | Private Lives                | Элиот Чейз                          |                                                            |
| 1932    | Отважные любовники             | Lovers Courageous            | Уилли Смит                          |                                                            |
| 1932    | Но плоть слаба                 | But the Flesh Is Weak        | Макс Клемент                        |                                                            |
| 1932    | Летти Линтон                   | Letty Lynton                 | Хэйл Дэрроу                         |                                                            |
| 1932    | Блондинка из Фоллиз            | Blondie of the Follies       | Ларри Белмонт                       |                                                            |
| 1932    | Недоверие                      | Faithless                    | Уиллиам «Билл» Уэйд                 |                                                            |
| 1933    | Ад внизу                       | Hell Below                   | Лейтенант Томас Ноултон             |                                                            |
| 1933    | Сделано на Бродвее             | Made on Broadway             | Джефф Бидвелл                       |                                                            |
| 1933    | Когда дамы встречаются         | When Ladies Meet             | Джимми Ли                           |                                                            |
| 1933    | Другой язык                    | Another Language             | Виктор Хэллам                       |                                                            |
| 1933    | Ночной полёт                   | Night Flight                 | Огюст Пиллерен                      |                                                            |
| 1934    | Беглые любовники               | Fugitive Lovers              | Пол Портер, он же Стивен Блейн      |                                                            |
| 1934    | Тайна мистера Икс              | The Mystery of Mr. X         | Николас Ревел                       |                                                            |
| 1934    | Быстрина                       | Riptide                      | Томми Трент                         |                                                            |
| 1934    | Убежище                        | Hide-Out                     | Джонатан «Лакки» Уилсон             |                                                            |
| 1934    | Забывая про всех других        | Forsaking All Others         | Диллон «Дилли» Тодд                 |                                                            |
| 1935    | Биография одинокой девушки     | Biography of a Bachelor Girl | Ричард «Дикки» Курт                 |                                                            |
| 1935    | Ванесса: история любви         | Vanessa: Her Love Story      | Бенджамин Херрис                    |                                                            |
| 1935    | Только без дам                 | No More Ladies               | Шеридан Уоррен                      |                                                            |
| 1936    | Женская лихорадка              | Petticoat Fever              | Дэском Динсмор                      |                                                            |
| 1936    | Проблема для двоих             | Trouble for Two              | Принц Флоризель                     | Другое название — Клуб самоубийц                           |
| 1936    | Пикадилли Джим                 | Piccadilly Jim               | Джеймс «Пикадилли Джим» Крокер, мл. |                                                            |
| 1937    | Конец миссис Чейни             | The Last of Mrs. Cheyney     | Лорд Артур Диллинг                  |                                                            |
| 1937    | Когда настанет ночь            | Night Must Fall              | Дэнни                               | Номинирован на Оскар как лучший актёр                      |
| 1937    | Навсегда со времён Евы         | Ever Since Eve               | Фрэдди Мэтьюз                       |                                                            |
| 1937    | Жизнь, любовь и учёба          | Live, Love and Learn         | Боб Грэм                            |                                                            |
| 1938    | Первые сто лет                 | The First Hundred Years      | Дэвид Конвей                        |                                                            |
| 1938    | Жёлтая лихорадка               | Yellow Jack                  | Джон О’Хара                         |                                                            |
| 1938    | Три любви Нэнси                | Three Loves Has Nancy        | Малколм «Мал» Найлс                 |                                                            |
| 1939    | Быстрый и свободный            | Fast and Loose               | Джоэл Слоун                         |                                                            |
| 1940    | Чикагский граф                 | The Earl of Chicago          | Роберт Килмаунт                     |                                                            |
| 1940    | Медовый месяц Басмэна          | Busman’s Honeymoon           | Лорд Питер Уимси                    |                                                            |
| 1940    | Дверь с семью замками          | The Door with Seven Locks    | Крейг, дворецкий                    | Другое название: Палата ужасов                             |
| 1941    | Мистер и миссис Смит           | Mr. & Mrs. Smith             | Дэвид Смит                          |                                                            |
| 1941    | Ярость в небесах               | Rage in Heaven               | Филип Монрель                       |                                                            |
| 1941    | А вот и мистер Джордан         | Here Comes Mr. Jordan        | Джо Пендлтон                        | Номинирован на Оскар как лучший актёр                      |
| 1941    | Незаконченный бизнес           | Unfinished Business          | Томми Данкан                        |                                                            |
| 1945    | Они были незаменимыми          | They Were Expendable         | Лейтенант Джон Брикли               | Также режиссёр в период болезни Джона Форда (неофициально) |
| 1947    | Леди в озере                   | Lady in the Lake             | Филлип Марлоу                       | Также режиссёр фильма                                      |
| 1947    | Розовая лошадь                 | Ride the Pink Horse          | Лаки Гэгин                          | Также режиссёр фильма                                      |
| 1948    | Очарование Сэксона             | The Saxon Charm              | Мэтт Сэксон                         |                                                            |
| 1948    | Невеста июня                   | June Bride                   | Кэрри Джексон                       |                                                            |
| 1949    | Ещё раз, моя дорогая           | Once More, My Darling        | Коллиер «Колли» Лэйнг               | Также режиссёр фильма                                      |
| 1950    | Ваш свидетель                  | Your Witness                 | Адам Хэйворд                        | Также режиссёр фильма                                      |
| 1950-57 | Роберт Монтгомери представляет | Robert Montgomery Presents   | Ведущий                             | Телесериал (321 эпизод), также продюсер                    |
| 1960    | Час доблести                   | The Gallant Hours            | Рассказчик                          | Также режиссёр и продюсер фильма                           |